# Melicope degeneri
Melicope degeneri är en vinruteväxtart som först beskrevs av Benjamin Clemens Masterman Stone, och fick sitt nu gällande namn av T.G. Hartley & B.C. Stone. Melicope degeneri ingår i släktet Melicope och familjen vinruteväxter. Inga underarter finns listade i Catalogue of Life.